# Liste der Kulturdenkmäler in Schmalenberg
In der Liste der Kulturdenkmäler in Schmalenberg sind alle Kulturdenkmäler der rheinland-pfälzischen Ortsgemeinde Schmalenberg aufgeführt. Grundlage ist die Denkmalliste des Landes Rheinland-Pfalz (Stand: 14. Dezember 2023).

## Einzeldenkmäler
| Bezeichnung         | Lage                                  | Baujahr                | Beschreibung | Bild                           |
| ------------------- | ------------------------------------- | ---------------------- | --- | ------------------------------ |
| Wohnhaus            | Hauptstraße 12 Lage                   |                        | eingeschossiges Wohnhaus | Fotos hochladen                |
| Quereinhaus         | Hauptstraße 22 Lage                   | 19. Jahrhundert        | eingeschossiges Bruchstein-Quereinhaus, 19. Jahrhundert, Fachwerkgiebel wohl älter; freistehendes, kleines Backhaus mit Ofen | Fotos hochladen                |
| Wohnhaus            | Hauptstraße 46 Lage                   | um 1920                | Wohnhaus, um 1920 | Fotos hochladen                |
| Rathaus             | Hauptstraße 47 Lage                   | 1884                   | ehemalige Schule (?); eingeschossiger spätklassizistischer Bruchsteinbau, bezeichnet 1884                                    | Fotos hochladen                |
| Pfarrhaus           | Hauptstraße 50 Lage                   | 1822                   | evangelisches Pfarrhaus; eingeschossiger klassizistischer Krüppelwalmdachbau, 1822                                           | Fotos hochladen                |
| Evangelische Kirche | Kirchgasse 3 Lage                     | 1837                   | dreiachsiger Saalbau, 1837, mittelalterlicher Chorturm                                                                       | weitere Bilder Fotos hochladen |
| Kriegerdenkmal      | Kirchgasse, bei Nr. 3 Lage            | 1920er Jahre           | Kriegerdenkmal, wohl nach dem Ersten Weltkrieg                                                                               | Fotos hochladen                |
| Schulhaus           | Kirchgasse 7 Lage                     | 1921                   | ehemalige Schule; zweiflügliger eingeschossiger Walmdachbau, Reformarchitektur, bezeichnet 1921                              | Fotos hochladen                |
| Wasserturm          | Kirchgasse 13 Lage                    | 1904                   | Wasserturm; Bruchstein und Holzschindelverkleidung, Haubendach, bezeichnet 1904                                              | Fotos hochladen                |
| Quereinhaus         | Ringstraße 4 Lage                     | spätes 19. Jahrhundert | eingeschossiges Bruchstein-Quereinhaus, spätes 19. Jahrhundert                                                               | Fotos hochladen                |
| Friedhofstorhaus    | südöstlich des Ortes an der K 29 Lage |                        | ehemaliges Torhaus des Friedhofs; klassizistischer Walmdachbau                                                               | Fotos hochladen                |